# Новая Серда
Новая Серда — деревня в Арском районе Татарстана. Входит в состав Новокинерского сельского поселения.

## География
Находится в северо-западной части Татарстана на расстоянии приблизительно 47 км по прямой на север-северо-запад от районного центра города Арск.

## История
Основана в конце XVIII — начале XIX века, упоминалась также как Починок Файзуллинский. 
В «Списке населённых мест Российской империи», изданном в 1866 году по сведениям 1859 года, населённый пункт упомянут как казённый починок Файзуллинский (Новая Серда) Казанского уезда Казанской губернии (2-го стана). Располагался по левую сторону большого торгового тракта из города Казани в город Уржум, при речке Шоре, в 80 верстах от уездного и губернского города Казани и в 38 верстах от становой квартиры в городе Арске. В деревне, в 45 дворах проживали 351 человек (179 мужчин и 172 женщины), были мечеть, китаичная фабрика.
В конце XIX века была построена мечеть.

## Население
Постоянных жителей было: в 1859—340, в 1897—409, в 1908—459, в 1920—342, в 1926—353, в 1938—405, в 1949—321, в 1958—331, в 1970—322, в 1979—234, в 1989—188, 174 в 2002 году (татары 98 %), 150 в 2010.